# アルテミオ・リカルテ
アルテミオ・リカルテ（Artemio Ricarte, 1866年10月20日 - 1945年7月31日）は、フィリピン革命期と米比戦争期のフィリピンの将軍である。フィリピン革命陸軍（1897年3月22日 - 1899年1月22日）の初代参謀総長で、「フィリピン陸軍の父」と称された。生涯、米国政府に対して忠誠の誓いをまったく行わなかったことでも知られる。

## 生い立ち
彼はフィリピン諸島イロコスノルテ地方のバタックで父ファウスティーノ・リカルテと母ボニファシア・ガルシアの間に生まれた。父母はこの地方でかなりの名家の出身であったといわれ、自分たちの子供に十分な初等教育を施すことができた。母は熱心なカトリック教徒であり、リカルテもこの地で洗礼を受けた。故郷で勉強後、サンフアン・デレトラン学院に入学し、5年後、文学士として卒業した。その後、当時の名門校サント・トーマス大学に入学したが神父のみが教える内容に飽き、この大学での教育はスペイン人による植民地経営に有利な人物を輩出すると疑った。スペイン留学を断念したリカルテは一年後、師範学校に転校、24歳で教職免許を取得する。マニラ南部のカビテ（Cavite）にあるサンフランシスコ・デ・マラボン（後のゼネラル・トリアス）の町で小学校校長となる。
当時のフィリピンは、穏健な改革主義者による民族運動がことごとく失敗し、唯一、アンドレス・ボニファシオが1892年7月に結成したカティプナンが武力革命をめざす地下運動として活動していた。
民族主義教育を小学校で行っていたリカルテは、ボニファシオにリクルートされ、1896年、カティプナンのメンバーになった。彼は、「クサリヘビ」（es:Víbora, en:viper）の名を得る。

## フィリピン革命
1896年8月31日にフィリピン独立革命が勃発すると、リカルテは革命家たちを指揮、サンフランシスコ・デ・マラボンでスペイン駐屯軍を攻撃した。そこで彼は、スペイン軍部隊を壊滅させ、市内警備隊を捕虜にした。
1897年3月22日、テヘロス会議においてボニファシオは失脚、カティプナンは事実上消滅し、アギナルドが新たな革命政府の指導者になった。リカルテは新政府軍の准将になり、総司令官に選ばれた。彼は、カヴィテ、ラグナ、バタンガスにおける様々な戦いにおいてアギナルドの部隊を指揮した。アギナルドは彼にブラカン州サンミゲル町ビアク・ナ・バト（Biak-na-Bato）にとどまり、スペイン兵やスペイン側と和平を結んだアギナルド側将校の降伏を監視するように命じた。

## 米比戦争
フィリピン革命の第二フェーズは、亡命していたアギナルドを米国が復帰させた1898年5月19日からはじまる。この段階でリカルテは無名だった。1898年8月13日にアメリカがマニラを占領した時、彼はサンタ アナ（Sta. Ana）の反乱軍指揮官だった。
アメリカ軍がスペイン軍を破った時、それが完全なフィリピンの独立につながると考えたリカルテはたいへん喜んだ。しかし、アメリカ人は、フィリピン人と共同してマニラを攻撃したという認識を持たず、凱旋パレードにもフィリピン人を参加させなかった。フィリピン人の協力によってスペインを破ったアメリカは、フィリピンを領有するつもりだった。
米比戦争が1899年に起こったとき、彼はマニラ近郊第2区域のフィリピン軍作戦司令官であった。1900年7月、アメリカ軍の防衛線を突破してマニラに侵攻しようとしたリカルテは捕虜になった。この時、リカルテらは民間人の服装をしていたため、死刑が宣告されるが減刑、ビリビッド刑務所に6か月間拘禁された。アメリカへの忠誠を拒絶したため、アポリナリオ・マビニら90名の将校とともにグアムに二年間追放された。

## 戦後
1903年初旬、リカルテとマビニは、米国への忠誠を誓うことを条件にフィリピンへの帰国が許された。米海軍輸送艦USS Thomasがマニラ湾に入港した直後、彼らは宣誓を求められた。病気だったマビニは宣誓したが、リカルテは断り、輸送船Galicによって香港に送られた。
1903年12月、船員に偽装したリカルテはフィリピンに戻り、かつての仲間達に呼びかけ、フィリピン革命の再起を試みた。何人かのフィリピン人がリカルテを裏切って政府当局に通報した結果、リカルテの首には"生死にかかわらず千ドル"の懸賞がつけられた。裏切った仲間にはピオ・デル・ピラールがいた。
1904年にはいると、病気になったリカルテは2か月間寝込んだ。健康が回復すると、リカルテの服を仕立てていた店員Luis Baltazarがフィリピン警察軍に密告し、同年5月、リカルテは逮捕、フィリピン独立の地下運動はアメリカの知るところとなり壊滅する（マリベレス事件）。リカルテは11年の懲役刑を下された。
ビリビッド刑務所に収容された彼は、フィリピンと米国当局から好待遇を受け、かつての革命運動の仲間やアメリカ副大統領チャールズ・ウォレン・フェアバンクスの訪問を受けた。
模範囚だったリカルテは6年に刑期が短縮された。釈放されビリビッド刑務所を出ると、リカルテは直ちにアメリカ当局から拘束され、バランガイの税関に拘束された。アメリカへの忠誠を求められた彼は一時間もしないうちに拒絶、再び香港に送られた。
1910年7月1日から1915年まで、リカルテは香港に住んだ。ラマ島に居を構えると、下の部下たちをはじめ中国革命やインド独立運動の関係者が集まってきた。昔の恋人アゲタ・エステバン（Agueda Esteban）も訪れ、リカルテと結婚した。九龍に移ってからは、"El Grito de Presente"を出版する。

## 日本への亡命
香港滞在中、リカルテはフィリピン革命評議会（Consejo Revolucionario de Filipinas）を設立、密かに革命再起を狙った。リカルテの名はフィリピンで反乱が起きるたびにささやかれた。当時、リカルトが親交を持っていた日本人は宇佐穏来彦だけであった。1912年2月のインタビューでは「私は日本を同胞として評価している。日本は東洋の尊厳をロシアに勝利したことで高めた唯一の国である。日本こそ我々の独立闘争に援助を差し伸べることのできる国である。」と語っている。
1914年に第一次世界大戦が始まると英国はインド人をヨーロッパ戦線に送ったが、反抗するインド人も多かった。その風潮を足がかりに独立運動の動きも起こったため、香港でもアジア民族主義者への取り締まりが厳しくなり、リカルテのフィリピン革命評議会は解散、さらに本人もインド独立運動教唆罪でイギリス政庁から香港退去を命じられ、身柄は上海のアメリカ官憲の手に渡った。
アゲタ夫人は監獄の中国人守衛を買収してリカルテを脱獄させ、ふたりは日本郵船で日本に亡命する。門司に着いた彼らは石炭船で神戸まで密航、名古屋を経由して愛知県瀬戸町に住む。日本政府は非公式にリカルテの亡命を認め、米国政府からのリカルテのフィリピン送還要求を断った。
リカルテの生活は困窮を極めた。日本に亡命していたインド独立運動家ラス・ビハリ・ボース、犬養毅、頭山満らの助力で東京に移住、黒龍会の内田良平の世話で世田谷に住まいを持ち、1920年から黒龍会が発行していた英文雑誌Asian Reviewの編集記者として月50円の収入を得た。リカルテは教育者として、東京世田谷池ノ上の海外植民学校でスペイン語を教えた。
横浜山下町149に移ってまもなく、関東大震災が発生、リカルテは九死に一生を得た。教師の仕事をしながら、喫茶店「Karihan Luvimin」を開いた。レストランの名前は、日本に訪れたフィリピン人が、日本にもフィリピン人が住んでいることを知らせるためだったという。彼の家には在日フィリピン人や旅行者の訪問がたえることはなかった。1927年、リカルテは"スペイン・フィリピン戦争（Hispano-Philippine Revolution）"を出版、アゲタ夫人が販売して家計のたしにしたが、この本はフィリピン人旅行者によく売れた。
リカルテは、政治的発言を控えていたが、日本に滞在中もフィリピン独立の夢を忘れたことはなかった。山下公園のベンチで南方の一点を見つめて過ごすことが多かったという。毎年、リザール・デーとボニファシオ・デーを、フィリピン人や日本人関係者を招いて祝った。

## 戦争とリカルテの帰国
第二次大戦が勃発すると、日本政府はリカルテに、フィリピンに帰国することを求めた。1941年12月19日、台湾から北ルソンのアバリへ強行着陸、北イロコス州から宣撫工作に従事しつつ南下、1942年1月2日に日本軍がマニラを占領すると、その4日後に市内に入った。日本軍から高級な宿舎を与えられたリカルテは、旧コモンウェルス指導者や財界の要人、フィリピン革命の長老達から表敬訪問を受けた。しかし新政府を樹立するためのペニャフランシア会議には一度も招かれず、大本営が事前に立案したフィリピン占領政策にも、リカルテを占領後の首班にする計画はなかった。リカルテが新体制で得た要職は、24人目の国家会議メンバーだったが、仕事は民衆への宣撫工作だった。
1943年10月14日、ホセ・ラウレルを大統領とする第二フィリピン共和国が樹立されると、親日派のフィリピン人の中でクーデター計画が企図され、リカルテも同意した。日本軍の内偵でことは事前に発覚し、事態の沈静化のため、リカルテは1943年12月31日、日本に送られた。日本では帝国ホテルに滞在した。
4か月後、リカルテがフィリピンに戻ると、ラウレル政権の転覆をめざす空気は以前より高まっていたが、いずれのクーデターも未遂に終わり、リカルテも賛同しなかった。太平洋戦争の戦局は日本に不利なものとなり、ルソン島では抗日ゲリラが跳梁していた。
1944年9月末から10月にかけて、第十四軍首脳部の大移動が行なわれ、山下奉文将軍らが新指導部としてマニラに着任した。リカルテは日本軍の援助を受けないフィリピン義勇軍を編成したが寡少な兵力だった。

## リカルテとベニグノ・ラモス
1944年10月、リカルテは、フィリピン共和国の大統領ホセ・ラウレルおよびその閣僚、日本人高官らと会うため、バギオ（Baguio）を訪れた。出発前、彼は妻に、バギオの滞在が長期化する場合、家族を呼び寄せると言った。
バギオを出発する前、独立運動家ベニグノ・ラモスから自宅に招待され、マカピリ（Makapili）の創設メンバーに加わることを求められた。リカルテは、愛国心と支持者への忠誠のため創設には加われないと言い、病気のためそのような重責は負えないと付け加えたが、マカピリの創設は認め、祝した。

## 死亡

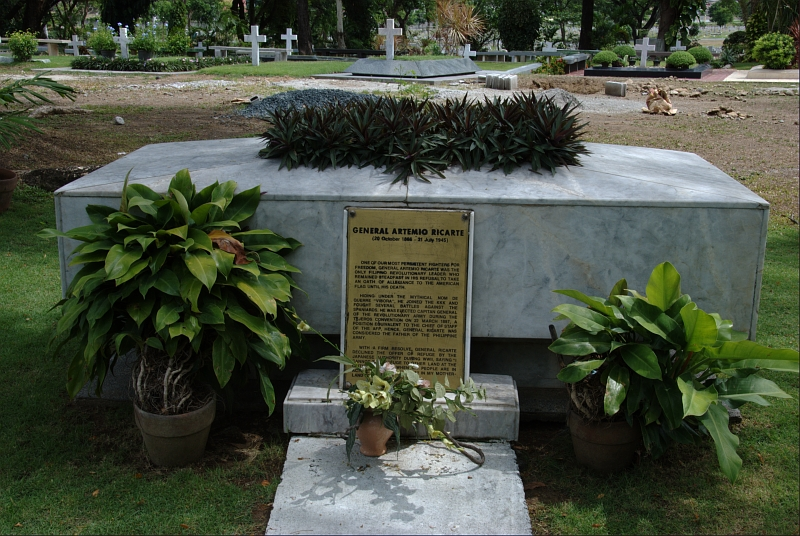
英雄墓地にあるリカルテ将軍の墓

第二次大戦の終わり、パギオに逃れたリカルテはアメリカ軍とフィリピン軍から攻撃を受けていた。フィリピンからの脱出を日本政府から薦められた時、彼は「国民が現実的な苦悩の中にいるこの重要な時期に、私は日本に亡命はできない」「私はフィリピン人です。米比戦争で降伏していない、唯一の将軍です。わしは祖国に踏みとどまって、最後の一人になるまで、アメリカと戦う覚悟です」と言い拒絶した。
1945年1月から始まったブッサン峠の戦いは4月に中間点を迎え、マレーの虎と呼ばれた山下奉文総司令官を追うフィリピン連邦軍とフィリピン警察軍、北部ルソン米国陸軍 （USAFIP-NL、米比解放軍）は、南イロコス州（Ilocos Sur）タグディン（Tagudin）の小丘を攻撃した。リカルテも敗走する山下兵団に同行した。5月、双方の死傷者が増え、日本軍は食料が欠乏、マラリア、コレラ、赤痢が発生すると戦闘は小康状態に陥った。ブッサン峠は1945年6月14日に陥落、カリンガ州（Kalinga）にいたリカルテは衰弱性赤痢にかかり、7月31日、太田謙四郎副官に看護されながら78歳で死亡した。死の前日、リカルテは太田を呼び、「孫娘のビスルミノを日本へ留学させること、自分の墓をフィリピンと第二の故郷日本に建ててもらうこと」を言い残した。
リカルテの遺骨は小平霊園の「大田家の墓」に葬られている。リカルテが埋葬された場所は1954年に埋蔵物探しの過程で発見され、現在はマニラの英雄墓地に移されている。さらに2002年4月、彼が死亡した場所に、歴史家アンベス・R・オカンポ（Ambeth Ocampo）、フィリピン国立歴史委員会、リカルテの孫娘によって、記念碑が設立された。

## モニュメント
- 1971年、横浜の山下公園にリカルテ将軍記念碑が建立された。
- アルテミオ・リカルテの生家は現在フィリピン国バタック市のリカルテ国立聖堂である。
- アルテミオ・リカルテ将軍のカヴィテにおける戦いと功績に対し、標識がカヴィテ州ゼネラル・トリアスの町に用意された。